# پادنگوکو
پادنگوکو (به لهستانی:  Padniewko) یک روستا در لهستان است که در گمینا موگیلنو واقع شده‌است. پادنگوکو ۳۹۹ نفر جمعیت دارد.